# 화산유리

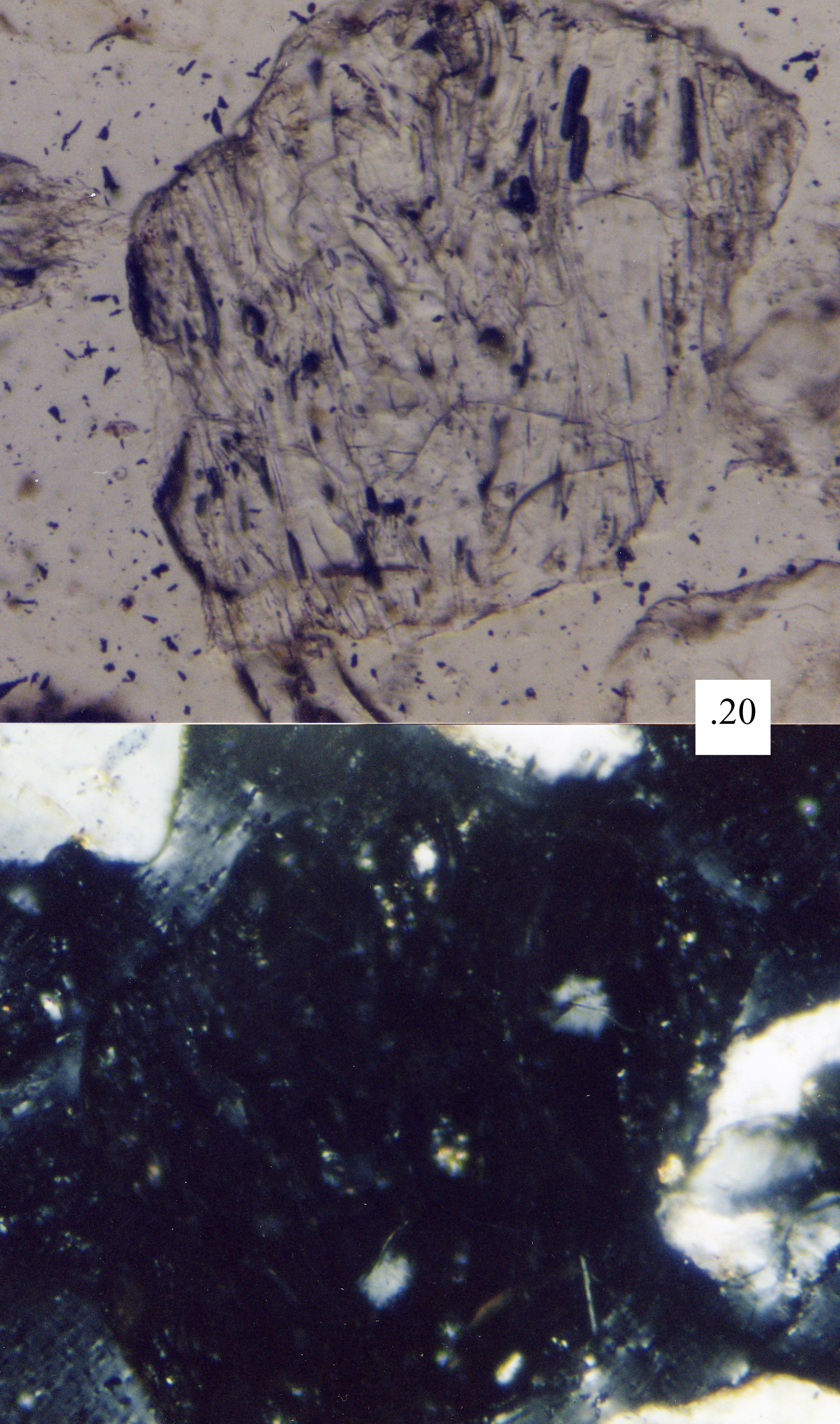
암석현미경으로 촬영한 화산유리의 모래알. 화산유리의 비정질적인 특성으로 인해 아래의 사진처럼 편광 아래에서는 보이지 않는다. 단위 상자는 밀리미터 단위다.

화산유리(火山琉璃, 영어: volcanic glass)는 마그마가 급격하게 냉각되어 만들어진 비정질의 덩어리이다. 화산유리는 다른 종류의 유리처럼 빽빽하고 질서정연한 결정의 배열과 아주 불규칙한 가스의 배열 사이의 중간 상태의 특성을 가진다. 화산유리는 어떤 종류의 유리같은 화산암이든 지칭할 수 있지만 일반적으로 이산화규소 함량이 높은 유문암질 유리인 흑요석을 지칭한다.
다른 종류의 화산유리는 다음과 같다:
- 부석, 결정 구조가 없기 때문에 유리로 여겨짐
- 아파치 눈물, 덩어리진 흑요석
- 타킬라이트, 이산화규소 함량이 상대적으로 낮은 현무암질 유리
- 시더로멜레인, 다소 드문 타킬라이트의 형태
- 팔라고나이트, 이산화규소 함량이 상대적으로 낮은 현무암질 유리
- 유리쇄설암, 시더로멜레인과 팔라고나이트질의 응회암같은 수화 각력암
- 펠레의 털, 대개 현무암질을 띄는 섬유질 화산유리 가닥
- 펠레의 눈물, 대개 현무암질을 띄는 눈물방울 모양 화산유리
- 펠레의 해초, 대개 현무암질을 띄는 거의 투명한 화산유리의 얇은 판과 조각

## 같이 보기
- 유리